# Хилько Надія Петрівна
Надія Петрівна Хилько (27 листопада 1935, тепер Овруцького району Житомирської області — ?) — українська радянська діячка, новатор сільськогосподарського виробництва, пташниця, завідувачка птахоферми колгоспу «Шлях Ілліча» Овруцького району Житомирської області. Депутат Верховної Ради УРСР 6-го скликання.

## Біографія
Народилася в селянській родині. Член ВЛКСМ.
З 1950-х років — пташниця, завідувачка птахоферми колгоспу «Шлях Ілліча» села Хлупляни Овруцького району Житомирської області.
Потім — на пенсії у селі Хлупляни Овруцького району Жтомирської області.

## Нагороди
- ордени
- медалі